# Ува-Тукля
Ува́-Тукля́ (удм. Ва-Тукля) — село в Увинском районе Удмуртии. Административный центр Ува-Туклинского сельского поселения.

## География
Село находится на расстоянии 4 км к западу от посёлка Ува, административного центра района, и 68 км к западу от города Ижевск, столицы республики.

### Часовой пояс
Деревня Ува-Тукля, как и вся Удмуртская Республика, находится в часовой зоне МСК+1. Смещение применяемого времени относительно UTC составляет +4:00.

## Население
| 2010 | 2012 |
| ---- | ---- |
| 855  | ↘848 |

## Улицы
| - ул. 60 лет Октября, - ул. Гагарина, - ул. Добровольского, - ул. Дорожная, - ул. Дружбы, - ул. Лесная, | - ул. Мира, - ул. Молодёжная, - ул. Нагорная, - ул. Октябрьская, - ул. Полевая, - ул. Поселковая, | - ул. Садовая, - ул. Строительная, - ул. Удмуртская, - ул. Цветочная, - ул. Школьная, - ул. Юбилейная. |